# Wendy Bonilla
Wendy Katerine Bonilla Candelo (* 8. Juli 2002 in Valle del Cauca) ist eine kolumbianische Fußballspielerin.

## Karriere

### Vereine
Bonilla gab im Alter von 16 Jahren ihr Profidebüt für die in Tuluá ansässige Frauenfußballmannschaft von Cortuluá in der Spielzeit 2018.
Anschließend gehörte sie der Frauenfußballmannschaft von América de Cali in den Spielzeiten 2019 und 2020 in der Liga Femenina, der höchsten Spielklasse im kolumbianischen Frauenfußball, an und gewann in ihrer letzten Spielzeit mit ihrer Mannschaft die Meisterschaft.
Erste Erfahrungen im Ausland sammelte sie beim peruanischen Erstligisten Alianza Lima, bevor sie zu América de Cali zurückkehrte. Für diesen bestritt sie von 2021 bis 2024 60 Punktspiele, in denen sie zehn Tore erziele. Ihr Pflichtspieldebüt gab sie mit Saisonstart am 10. Juli 2021 bei der 2:4-Niederlage im Heimspiel gegen Independiente Medellín mit Einwechslung für Leury Isabel Basanta Gil in der 66. Minute. Über ein Leihgeschäft kam sie in der Spielzeit 2024 für die in Bogotá ansässige Frauenfußballmannschaft von Independiente Santa Fe zu Punktspielen.
Am 31. Dezember 2024 wurde ihre Verpflichtung auf der Website des mexikanischen Erstligisten UNAM Pumas offiziell. Ihr Pflichtspieldebüt gab sie in der Clausura am 10. Januar 2025 (2. Spieltag) bei der 1:2-Niederlage im Auswärtsspiel gegen Rayadas de Monterrey bis zur 85. Minuten, bevor sie von Laura Herrera abgelöst wurde.

### Nationalmannschaft
Nach ihrem Debüt als Nationalspielerin für den FCF am 11. Oktober 2018 – bei der 1:4-Niederlage im Freundschaftsspiel der U17-Nationalmannschaft gegen die US-amerikanische U17-Nationalmannschaft – als Einwechselspielerin für María Camila Reyes in der 75. Minute, kam sie einen Tag später in einem einzigen Länderspiel für die U18-Nationalmannschaft (0:1 vs. England) zum Einsatz. Mit der U17-Nationalmannschaft nahm sie an der altersbezogenen Weltmeisterschaft 2018 in Uruguay teil und wurde in den letzten beiden Spielen der Gruppe D eingesetzt. Die beiden am 17. und 21. November ausgetragenen Begegnungen mit der U17-Nationalmannschaft Spaniens und Südkoreas endeten jeweils 1:1 unentschieden. Am 21. September 2019 kam sie ebenfalls in einem einzigen Länderspiel der U19-Nationalmannschaft zum Zuge; das Freundschaftsspiel in Venezuela wurde gegen die U19-Nationalmannschaft Venezuelas mit 0:2 verloren.
Für die U20-Nationalmannschaft spielte sie im Turnier um die altersbezogenen Südamerikameisterschaft 2022 und wurde im ersten und dritten bis vierten Spiel der Gruppe A sowie in allen drei Spielen der Finalrunde berücksichtigt; als Zweitplatzierter hinter der U20-Nationalmannschaft Brasiliens beendete sie mit ihrer Mannschaft die Südamerikameisterschaft. Mit dieser Platzierung für die im August vorgesehene Weltmeisterschaft in Costa Rica qualifiziert, kam sie im letzten Spiel der Gruppe B, beim 2:2-Unentschieden gegen die U20-Nationalmannschaft Neuseelands, zu ihrem einzigen WM-Spiel. Ihre Mannschaft war am 20. August in San José der U20-Nationalmannschaft Brasiliens mit 0:1 im Viertelfinale unterlegen.
Für die A-Nationalmannschaft debütierte sie am 12. November 2019 in Ezeiza beim 2:2-Unentschieden im Freundschaftsspiel gegen die Nationalmannschaft Argentiniens mit Einwechslung für Linda Caicedo in der 87. Minute. Anschließend wurde sie in sieben in Freundschaft ausgetragenen Länderspielen eingesetzt. Im zweiten davon, am 10. April 2024, erzielte sie beim 3:0-Sieg über die Nationalmannschaft Guatemalas mit dem Treffer zur 1:0-Führung in der 50. Minute ihr erstes A-Länderspieltor. Im Spieljahr darauf nahm sie mit ihrer Mannschaft am Turnier um den SheBelieves Cup 2025 teil und wurde am 23. und 26. Februar gegen die Nationalmannschaften Japans und Australiens eingesetzt. Gegen letztgenannte Nationalmannschaft erzielte sie das Tor zur 1:0-Führung in der 15. Minute.

## Erfolge
Nationalmannschaft
- Copa América-Finalist 2025
- Zweiter U20-Südamerikameisterschaft 2022

América de Cali
- Kolumbianischer Meister 2019, 2022, Zweiter Meisterschaft 2020, 2023